# Empis gracilis
Empis gracilis är en tvåvingeart som beskrevs av Curtis 1835. Empis gracilis ingår i släktet Empis och familjen dansflugor. Inga underarter finns listade i Catalogue of Life.